# Чарторыйский, Витольд Казимир
Князь Витольд Филипп Казимир Мария Чарторыйский (10 марта 1876, Париж — 29 октября 1911, Версаль) — польский коллекционер и библиофил, 1-й ординат Голухувский (1899—1911).

## Биография
Родился в Париже. Представитель польско-литовского княжеского рода Чарторыйских. Второй сын князя Владислава Чарторыйского (1828—1894) и французской принцессы Маргариты Аделаиды Орлеанской (1846—1893). Старший брат — Адам Людвик Чарторыйский.
Князь Витольд воспитывался в доме под руководством польских учителей, а также в Кобурге. Позднее был свободным слушателем Ягеллонского университета в Кракове.
Витольд Чарторыйский был путешественником, лингвистом и коллекционером книг. Имел свой собственный замок в Нормандии, где собрал более 25 тысяч томов книг. В его библиотеке были произведения на арабском, испанском, литовском, французском и итальянской языках, книги о масонстве, оккультизме, религиоведении, географии (в том числе атласы из разных уголков мира), математике и изобразительном искусстве. После смерти Витольда Чарторыйского в Париже его коллекция была передана в Библиотеку Львовского университета и семейной библиотеке в Кракове.
В 1894 году после смерти отца главой рода Чарторыйских стал Адам Людвик Чарторыйский, старший брат Витольда.
В 1899 году после смерти тети Изабеллы Дзялынской братья Витольд и Адам Людвик получили по завещанию во владение имение Голухув. Князь Витольд, понимая масштабность и значимость коллекции произведений искусства, планировал сохранить и расширить коллекцию памятников средних веков. Примерно в 1909 году он собирался перевести всю коллекцию во дворец Дзялыньских в Познань, но не успел осуществить задуманное намерение.
35-летний Витольд Чарторыйский скончался 29 октября 1911 года холостым и бездетным. После его смерти ординацию в Голухуве и остальное имущество унаследовал старший брат Адам Людвик Чарторыйский.